# Ophrys fuciflora
Ophrys fuciflora es una especie de orquídea terrestre de la familia Orchidaceae.

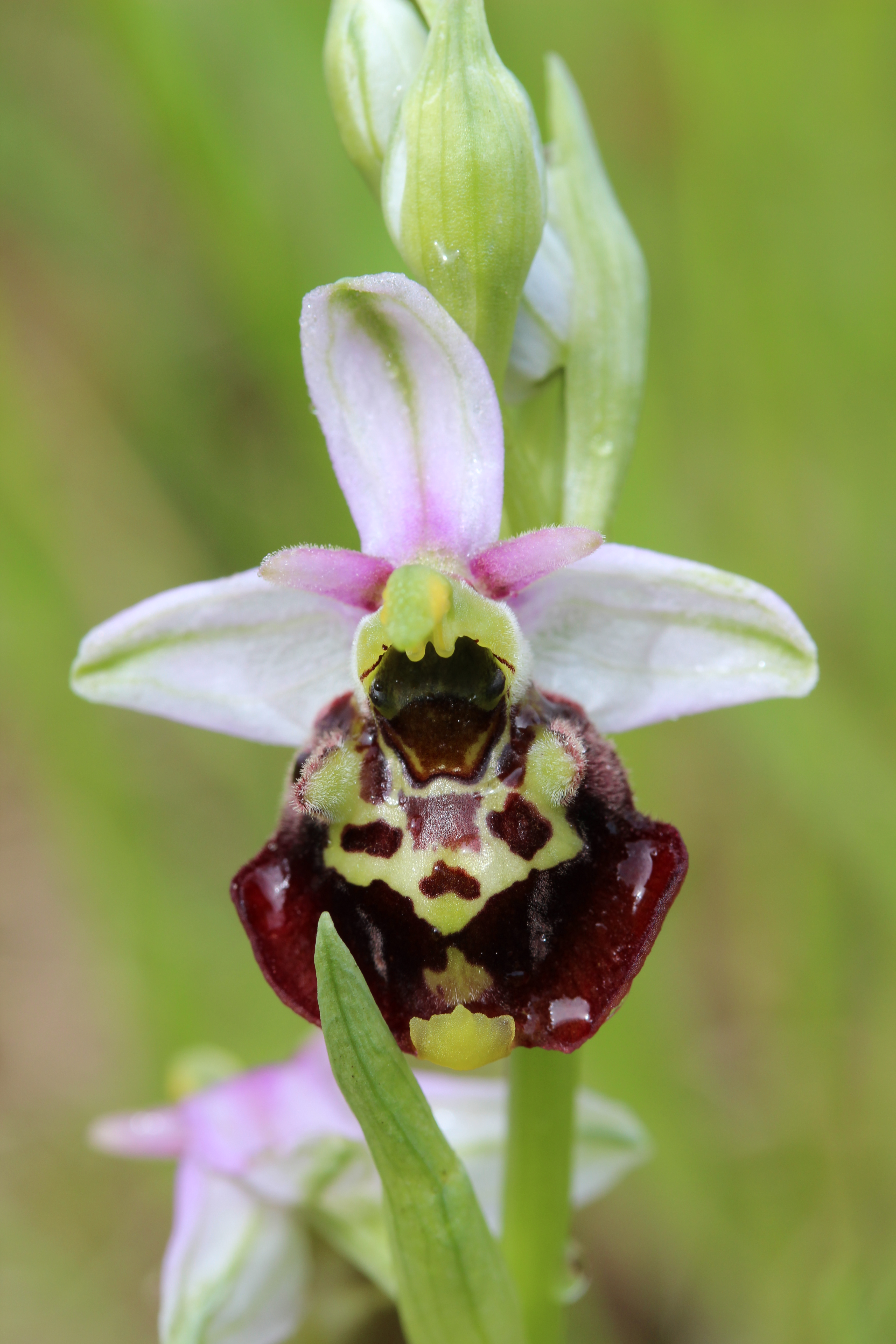
Detalle de la flor

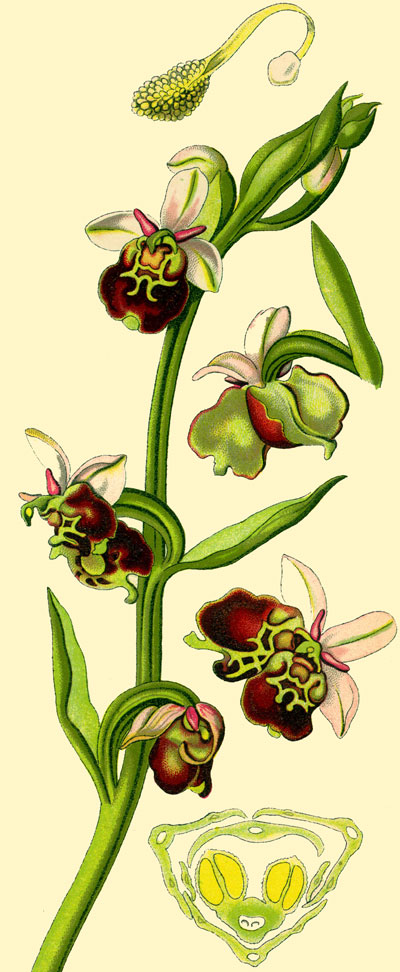
Ilustración

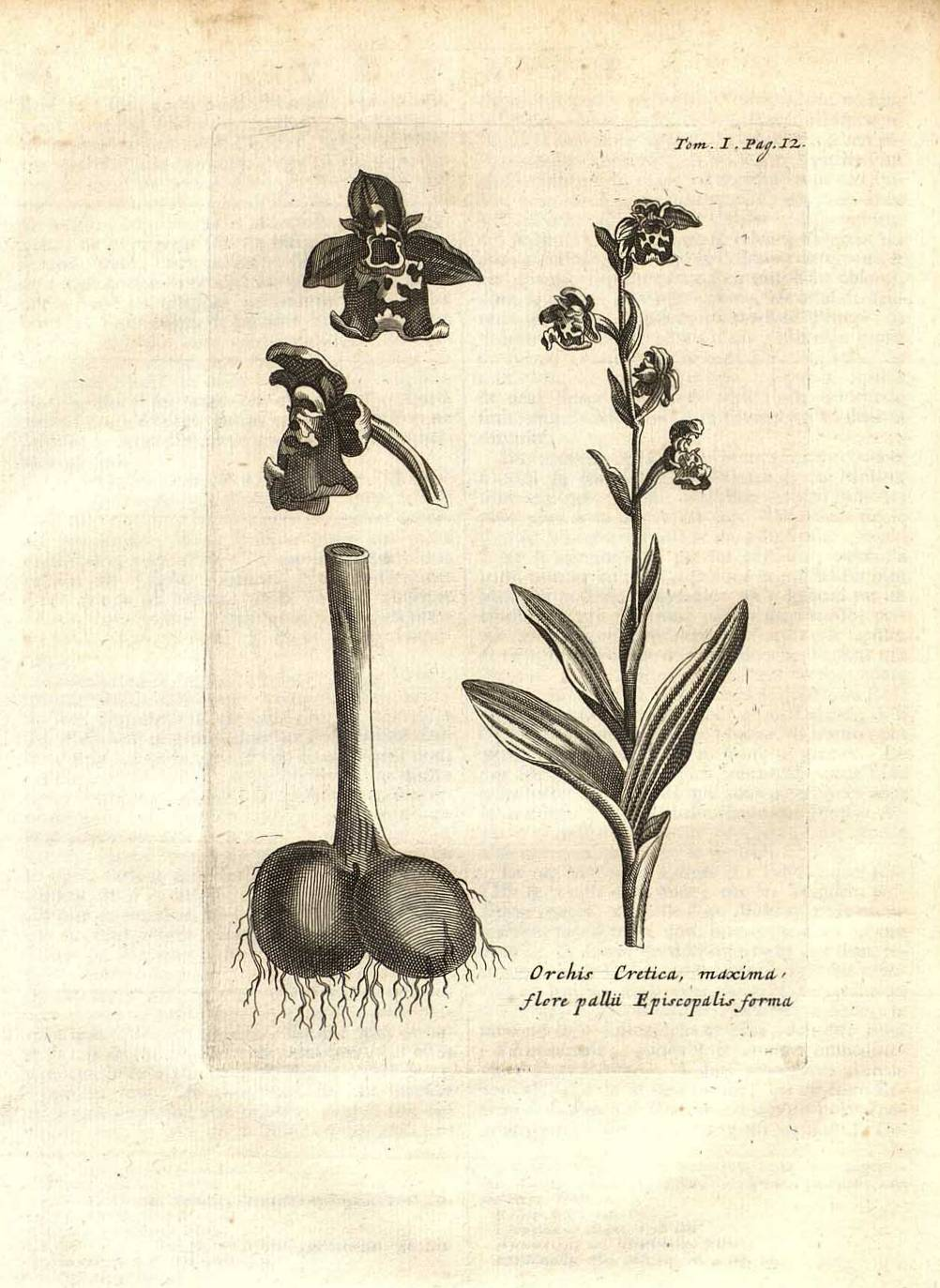
Ilustración

## Distribución y Hábitat
Encontrado en las islas de Córcega y Cerdeña en pastizales bajos, olivares, bosques abiertos y garrigas hasta 500 m s. n. m. de altitud.

## Descripción
Son especies pequeñas y medianas, que prefiere climas fríos a cálidos. Son terrestres que florecen en la primavera en una laxa inflorescencia de 3 a 8 flores de 28 mm de longitud.

## Taxonomía
Ophrys fuciflora fue descrita por  (F.W.Schmidt) Moench y publicado en Supplementum ad Methodum Plantas : a staminum situ describendi 331. 1842.
Etimología
Ver: Ophrys, Etimología
Variedades aceptadas
- Ophrys fuciflora subsp. andria (P.Delforge) Faurh.
- Ophrys fuciflora subsp. apulica O.Danesch & E.Danesch
- Ophrys fuciflora subsp. biancae (Tod.) Faurh.
- Ophrys fuciflora subsp. bornmuelleri (M.Schulze) B.Willing & E.Willing
- Ophrys fuciflora subsp. candica E.Nelson ex Soó
- Ophrys fuciflora subsp. chestermanii (J.J.Wood) H.Blatt & W.Wirth
- Ophrys fuciflora subsp. elatior (Paulus) R.Engel & Quentin
- Ophrys fuciflora subsp. grandiflora (H.Fleischm. & Soó) Faurh.
- Ophrys fuciflora subsp. heterochila (Renz & Taubenheim) H.Blatt & W.Wirth
- Ophrys fuciflora var. holubyana (András.) Soó
- Ophrys fuciflora subsp. lacaitae (Lojac.) Soó
- Ophrys fuciflora subsp. oxyrrhynchos (Tod.) Soó
- Ophrys fuciflora subsp. parvimaculata O.Danesch & E.Danesch
- Ophrys fuciflora var. ziyaretiana (Kreutz & Ruedi Peter) Faurh. & H.A.Pedersen

Sinonimia
- Arachnites fuciflorus F.W.Schmidt
- Arachnites oxyrhynchus Tod.
- Epipactis arachnites (Scop.) F.W.Schmidt
- Ophrys aegirtica P.Delforge
- Ophrys annae Devillers-Tersch. & Devillers
- Ophrys arachnites (Scop.) Reichard
- Ophrys aramaeorum P.Delforge
- Ophrys baeteniorum P.Delforge
- Ophrys bombyliflora Spreng.
- Ophrys brachyotes Rchb.
- Ophrys candica subsp. minoa C.Alibertis & A.Alibertis
- Ophrys colossaea P.Delforge
- Ophrys dinarica Kranjcev & P.Delforge
- Ophrys druentica P.Delforge & Viglione
- Ophrys episcopalis Poir.
- Ophrys flavescens Sassenf.
- Ophrys gresivaudanica O.Gerbaud
- Ophrys halia Paulus
- Ophrys heldreichii subsp. pharia (Devillers & Devillers-Tersch.) Kreutz
- Ophrys helios Kreutz
- Ophrys kranjcevii P.Delforge
- Ophrys linearis (Moggr.) P.Delforge, Devillers & Devillers-Tersch.
- Ophrys malvasiana S.Hertel & Weyland
- Ophrys maxima (H.Fleischm.) Paulus & Gack
- Ophrys medea Devillers & Devillers-Tersch.
- Ophrys minoa (C.Alibertis & A.Alibertis) P.Delforge
- Ophrys nicotiae Zodda
- Ophrys obscura Beck
- Ophrys oestrifera Rchb.
- Ophrys pharia Devillers & Devillers-Tersch.
- Ophrys saliarisii Paulus & M.Hirth
- Ophrys samia (P.Delforge) P.Delforge
- Ophrys serotina Rolli ex Paulus
- Ophrys tili M.Hirth & H.Spaeth
- Ophrys truncata Dulac
- Ophrys untchjii (M.Schulze) P.Delforge
- Orchis arachnites Scop.
- Orchis fuciflora Crantz[2][3]